# PLAYXPERT
PLAYXPERT was software waarmee in een game verschillende gereedschappen kunnen worden geopend, bedoeld voor gamers. Het werd gemaakt door voormalige Xfire-gebruikers die vonden dat het verbeterd kon worden. PLAYXPERT ondersteunde Windows XP en hoger. Een 64 bitversie was voorzien en bevond zich in bètafase.

## Functies
PLAYXPERT bestond uit verschillende widgets, die gecontroleerd werden door de dockfunctie. De dockfunctie was een interface met alle widgetknoppen, die overal op het scherm geplaatst konden worden. Het dock had een aanpasbare doorzichtigheid. Alle widgets konden in-game geopend worden zonder dat een game gesloten moest worden. Hieronder een aantal widgets:
- De webbrowserwidget ondersteunt getabd webbrowsen, bladwijzers en beschikt over een downloadbeheerder.
- De chatwidget voorziet in een chatfunctie via OSCAR, XMPP, TOC, Sony Station Friends, MSNP, YMSG, een eigen protocol of Xfire.
- De diagnosticswidget is een in-game taakbeheerder die toestaat om het CPU-gebruik, RAM-gebruik en het netwerkgebruik te monitoren en processen af te sluiten.
- De arcadewidget is een essentiële gamemanager. Het stelt de gebruiker in staat om alle spellen van te starten en te zien welke spellen vrienden hebben. Het heeft ook een serverbrowser. De arcade-widget is de standaard widget sinds 27 februari 2009.
- De mediawidget zorgt ervoor dat mediabestanden georganiseerd kunnen worden.
- PLAYXPERT ondersteunt zelfgemaakte widgets, en biedt ze voor download aan op de Widget Gallery.

## Prestaties
De overlapping van widgets en game door PLAYXPERT werkte op een eigen engine, genaamd PLAYXPERT True Overlay. Deze oplossing had een kleine prestatie-impact, omdat de overlap werkt op kernelniveau. Dit wil ook zeggen dat het elke game ondersteunde en niet afhangt van de expliciete ondersteuning van de gameontwikkelaar.